# 광주 북구의회
광주 북구의회는 광주광역시 북구 지역을 관할하는 기초의회이다.